# Bussell Island
Koordinaten: 35° 46′ 43,3″ N, 84° 15′ 18,7″ W
Bussell Island, früher Lenoir Island, ist eine Insel an der Mündung des Little Tennessee River in der Nähe von Lenoir City, Tennessee. Die Insel wurde vor der Ankunft europäischer Siedler über tausende von Jahren hinweg von verschiedenen Kulturen der Indianer Nordamerikas bevölkert. Heute befindet sich hier der Tellico Dam und ein Erholungsgebiet. Ein Teil der Insel wurde wegen seines archäologischen Potentials 1978 in das National Register of Historic Places eingetragen.
Die Geschichte der Besiedlung von Bussell Island geht bis in die Archaische Periode (etwa 3000–1000 Jahre v. Chr.) zurück.
Auf der Insel war wahrscheinlich die Hauptstadt von Coste beheimatet – ein 1540 von dem spanischen Entdecker Hernando de Soto besuchtes Siedlungsgebiet der Mississippi-Periode – und später Teil des Siedlungsgebietes der Overhill Cherokee.
In den Jahren 1887 und 1919 führten Archäologen umfangreiche Ausgrabungen auf Bussell Island durch und stellten die archäologische Bedeutung dieser Stätte fest. Die Insel wurde in den 1970er Jahren drastisch verändert, als die Tennessee Valley Authority (TVA) den Tellico Dam baute.

## Lage

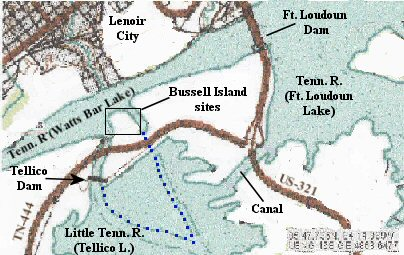
Umgebung von Bussell Island; die punktierte blaue Linie zeigt die ursprünglichen Ufer der Insel im Osten und Südwesten.

Bussell Island befindet sich an der Stelle, an der sich der Little Tennessee River mit dem Tennessee River vereinigt, 967 km oberhalb von dessen Mündung in den Mississippi River. Die Insel erstreckte sich ursprünglich eine Meile entlang des Little Tennessee River flussaufwärts, doch der Bau des Tellico Dam am westlichen Arm des Flusses schuf einen Stausee, der die südlichen zwei Drittel der Insel überflutete. Um das Reservoir zu kontrollieren wurde an dem neuen Südufer der Insel und über den östlichen Arm des Flusses ein Erdwall gebaut, der die Insel mit dem Flussufer verbindet. Die TVA baute einen Kanal zwischen den Seen am Tellico Dam und Fort Loudoun und schuf so eine neue Insel, die sich auf etwa einer Meile von Osten nach Westen erstreckt und die drei Seen Fort Loudoun Lake, Watts Bar Lake und Tellico Lake berührt.
Lenoir City befindet sich am Tennessee River gegenüber von Bussell Island. U.S. Route 321 (Lamar Alexander Parkway) überquert die neue östliche Hälfte der Insel und Tennessee State Route 444 (Tellico Parkway) führt durch das Zentrum der Insel, beide Straßen kreuzen sich an der östlichen Spitze. US-321 verläuft dabei über die J. Carmichael Bridge, die sowohl über den Fort Loudoun Dam als auch den Kanal führt. John W. Emmert, der 1887 auf der Insel Ausgrabungen durchführte, stellte fest, dass die Insel ursprünglich eine Fläche von 200 Acre (rund 80 Hektar) hatte und sich bis zu 4,5 m über die Uferlinie erhob. Emmert beschrieb die Ufer des Insel als „steil“ und mit „dichtem Holz und viel Rohrgestrüpp darauf wachsend“. Emmert schrieb, dass die Insel gelegentlich überflutet wurde, wenn der Little Tennessee River Hochwasser führte und merkte an, dass seine Ausgrabungen durch ein solches Hochwasser unterbrochen wurden, bei dem die Insel mehr als vier Meter hoch überflutet wurde.

## Geschichte

### Prähistorische Zeit

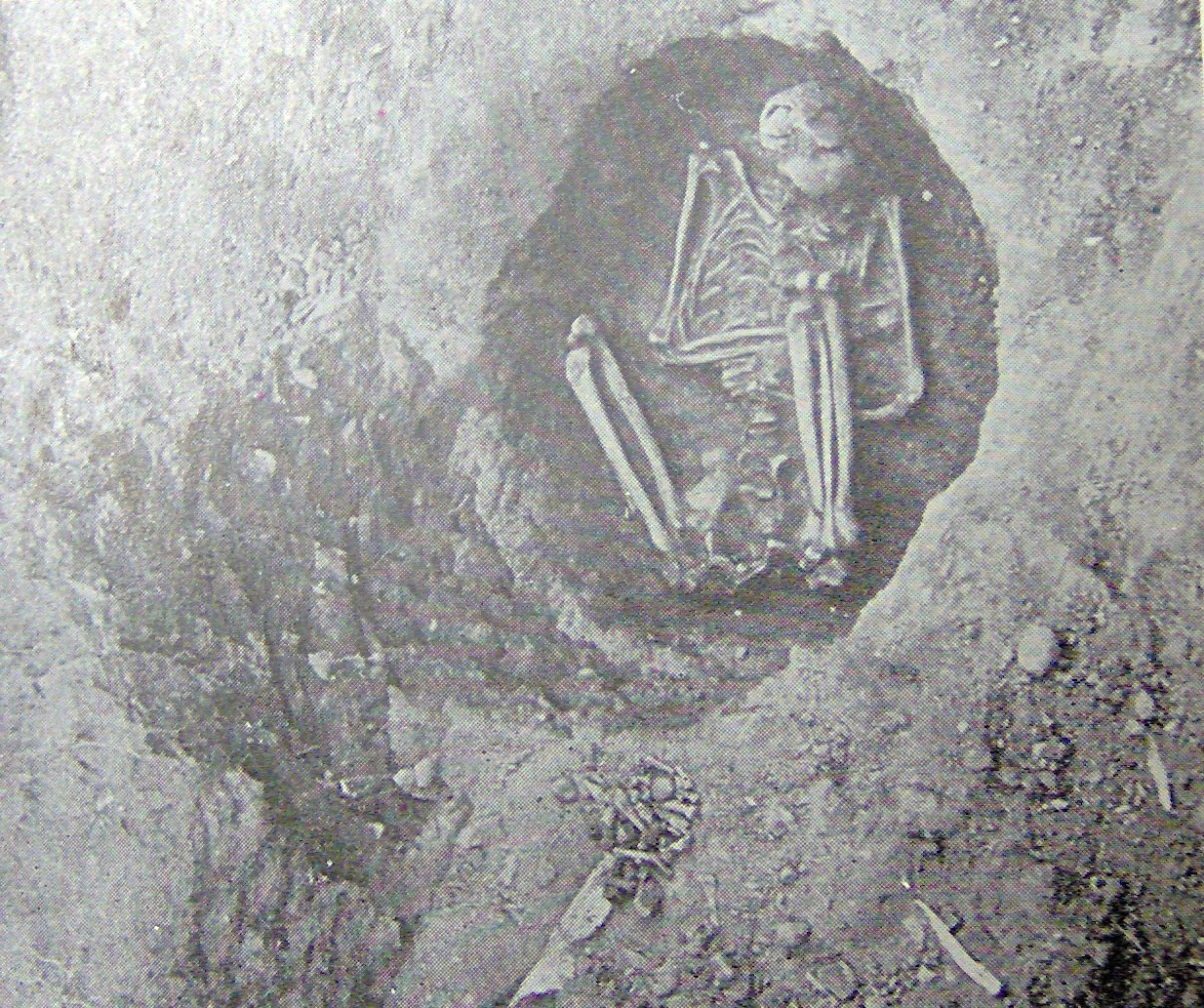
1919 ausgegrabenes Rundgrab auf Bussell Island

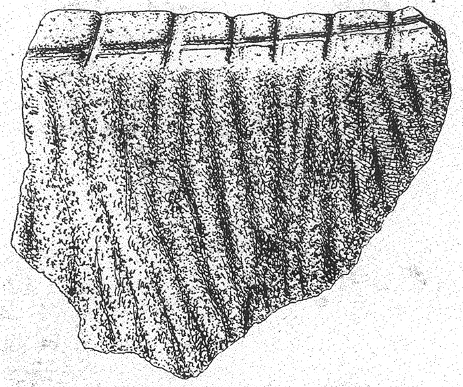
Gefäßfragment aus Speckstein, das 1919 ausgegraben wurde

Die frühesten bekannten Bewohner von Bussell Island lebten in der späten Archaischen Periode, etwa 3000–1000 v. Chr. Die Insel wurde in der Woodland-Periode (1000 v. Chr.–1000 n. Chr.) sporadisch bewohnt. Der Archäologe Mark R. Harrington, der 1919 umfassende Ausgrabungen vornahm, bezeichnete diese frühen Bewohner als „Rundgrableute“, wegen ihrer Gewohnheit, ihre Toten in kleinen, runden Gräbern zu bestatten. Diese Menschen verwendeten Werkzeuge aus Tierknochen und Stein und sowohl Gefäße aus Speckstein als auch einfache Töpfereien.
Die Nachfolger dieser Menschen auf Bussell Island wurden von Harrington als „Zweite Kultur“ bezeichnet. Diese Menschen gehörten zu der heute als Mississippi-Kultur bezeichneten Kultur, die ihre Hochzeit im oberen Tennessee Valley zwischen 900 und 1600 hatte. Die Angehörigen dieser Völker sind bekannt für langgezogene Moundplattformen und kegelförmige Grabmounds, wie sie auch auf Bussell Island und der Umgebung gefunden wurden. Die Leute der Mississippi-Kultur, die auf Bussell Island lebten, benutzten dreieckige Pfeilspitzen aus Feuerstein und trugen Ornamente aus Kupfer und Muscheln, letzteres lässt auf Handelstätigkeiten mit Küstenregionen schließen.

### Coste

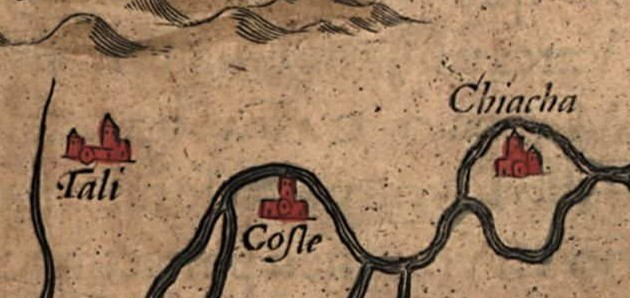
Detail aus Chiaves’ Karte von 1584, die Chiaha, Coste und Tali zeigt

1540 brach der spanische Entdecker Hernando de Soto zu einer Expedition im Südosten der heutigen Vereinigten Staaten auf, damals La Florida. Er hoffte, einen Landweg nach Mexiko zu finden. De Soto marschierte nordwärts durch das heutige South Carolina und North Carolina, bevor er nach Westen bog und unter Ausnutzung der Nolichucky Valley die Blue Ridge Mountains überquerte und in den Osten des heutigen Tennessee gelangte. Nachdem er einige Wochen in dem bekannten Häuptlingstum Chiaha (in der Nähe des heutigen Douglas Dam) ausruhte, setzte de Soto seinen Weg fort, indem er French Broad River und Tennessee River flussabwärts folgend das Häuptlingstum Coste erreichte, das bei Bussell Island lag. Er erreichte es am 1. Juli 1540.
De Soto traf am 2. Juli zunächst freundschaftlich mit dem Häuptling von Coste zusammen, doch die Beziehungen verschlechterten sich, als die Spanier einige der Lagerhäuser des Dorfes plünderten und mehrere Dorfbewohner die Spanier mit Stöcken angriffen. De Soto erdachte dann eine List, bei der er den Häuptling entführte und mehrere Tage lang als Geisel gefangenhielt. Nachdem der Älteste zusicherte, Führer und Träger zur Verfügung zu stellen, zog De Soto am 9. Juli weiter. Die Expedition folgte dem Little Tennessee River bis zu dem Dorf Tali in der Nähe des heutigen Vonore und gelangte schließlich nach Süden nach Coosa im Norden des heutigen Georgia.
Die Bewohner von Coste sprachen wie die Einwohner von Chiaha eine Muskogee-Sprache, die der Sprache ähnelte, wie sie von den späteren Stämmen der Creek und Koasati verwendet wurde (der Anthropologe Charles Hudson geht davon aus, dass der Ausdruck „Koasati“ von „Coste“ abgeleitet sein könnte). Coste war vermutlich Teil des Einflussgebietes von Coosa, das sich vom oberen Tennessee Valley südwärts bis ins Zentrum des heutigen Alabama erstreckte. 1567 kam ein anderer spanischer Entdecker, Juan Pardo in die Dörfer Chalahume und Satapo weiter oben im Little Tennessee Valley, doch er kehrte um, bevor er Coste erreichte.

### Cherokee und Besiedlung durch Europäer

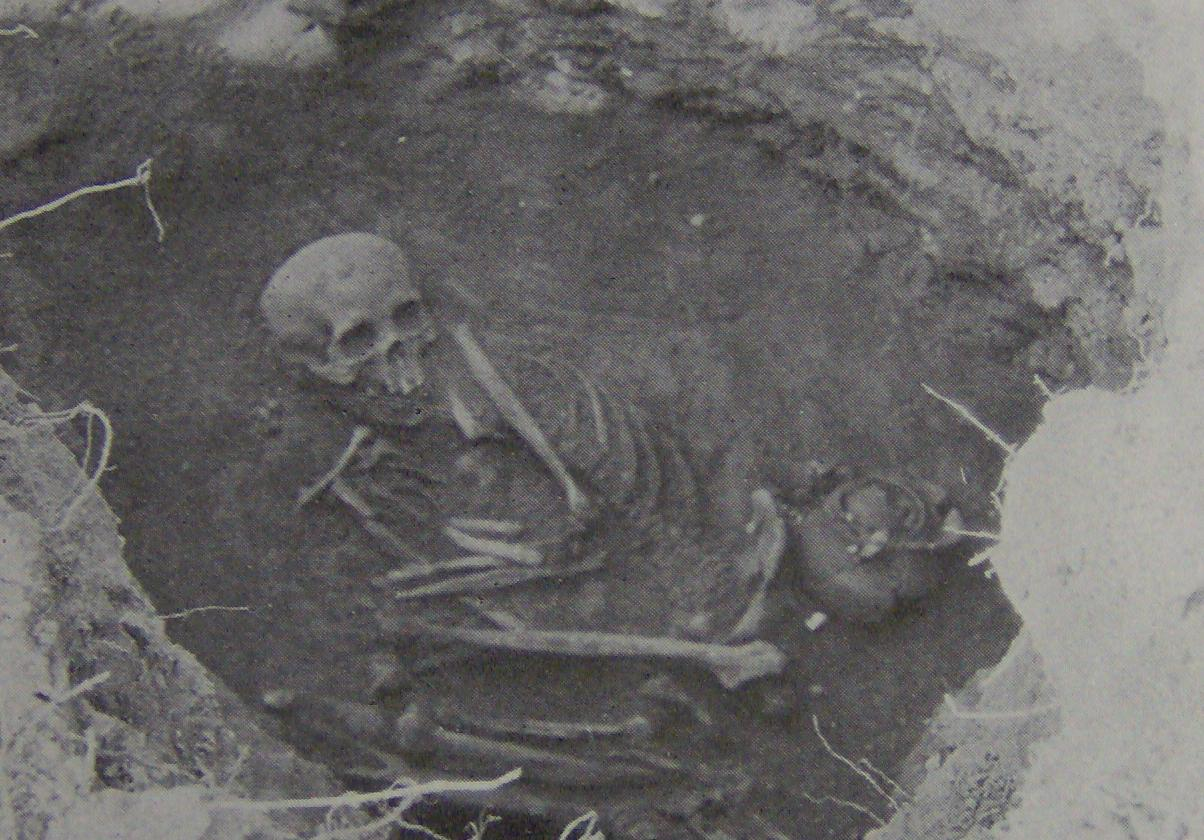
Cherokee-Grab, 1919 freigelegt

Mitte des 18. Jahrhunderts waren mehr als ein Dutzend Cherokee-Dörfer – die sogenannten Overhill Towns – an den etwa neunzig Kilometern von der Mündung des Little Tennessee River flussaufwärts am Fluss verstreut, darunter Chota und Tanasi. Das Dorf Mialoquo, das am weitesten flussabwärts gelegene dieser Cherokee-Dörfer befand sich etwa 27 km entfernt von Bussell Island. Harringtons Ausgrabungen auf Bussell Island hatten zahlreiche Gräber der Cherokee freigelegt, die er anhand der Form und des Vorhandenseins von Tauschgütern europäischer Herkunft als Grabbeigaben identifizierte, obwohl sich kein namentlich bekanntes Dorf der Cherokee auf der Insel befand. Henry Timberlake, der 1761 des Little Tennessee River flussaufwärts folgte, berichtete vom Zusammentreffen mit einem Cherokee-Häuptling namens Sklavenjäger in der Nähe der Flussmündung, erwähnt die Insel jedoch nicht.
Eine lange Zeit im 19. Jahrhundert war Bussell Island als Lenoir Island bekannt, nach William Ballard Lenoir, der an der Stelle eine große Baumwollplantage und dort eine Baumwollmühle errichtete, wo sich heute Lenoir City befindet. 1887 führt John W. Emmert für das Bureau of Ethnology die ersten größeren Ausgrabungen auf Bussell Island durch. Als Mark Harrington 1919 Grabungen durchführte, befand sich die Insel bereits im Besitz der Familie Bussell, die am gegenüberliegenden Ufer in Lenoir City eine Fähre betrieb.

### Tellico Dam

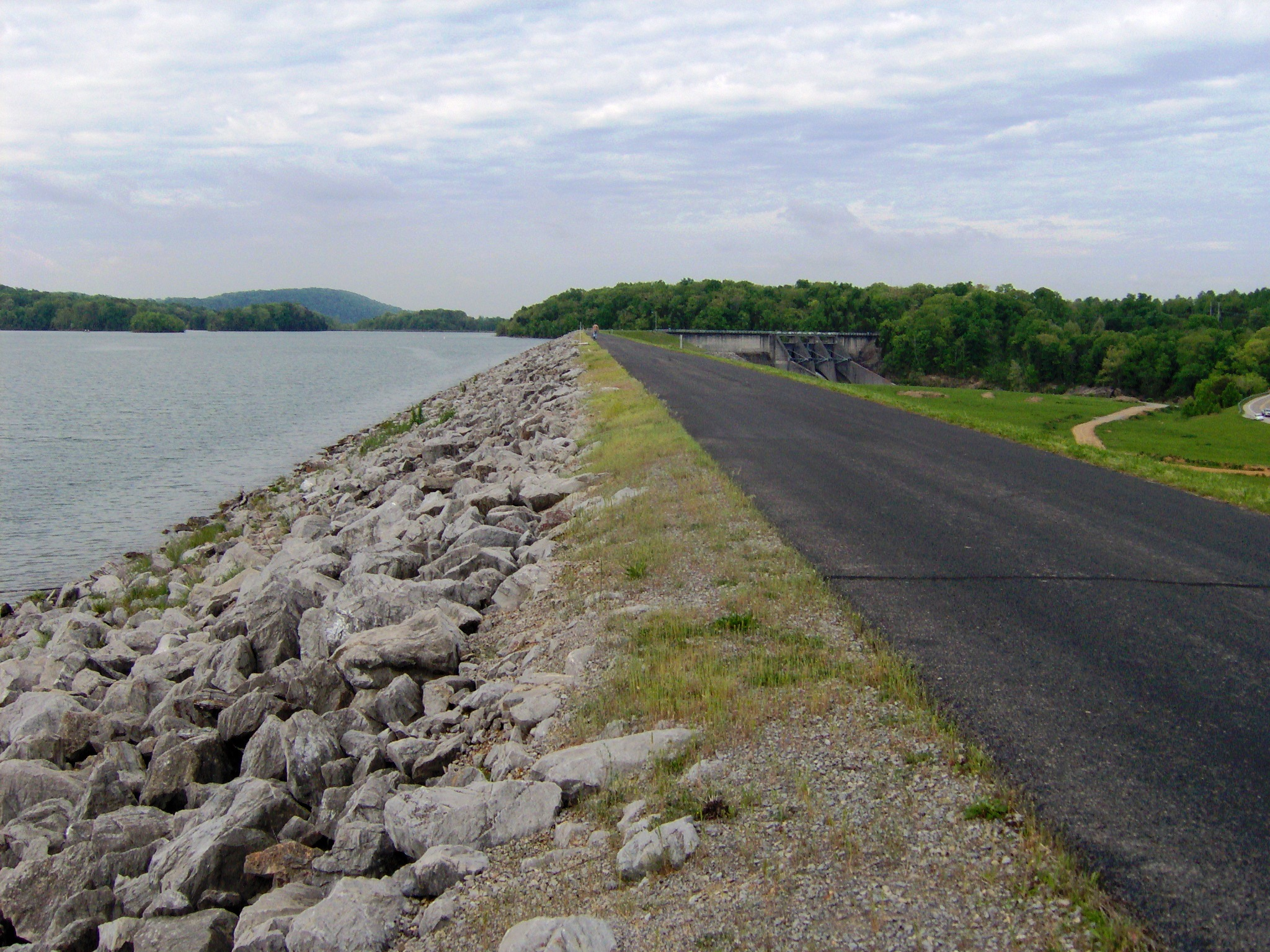
Erdwall am neuen südlichen Ufer von Bussell Island

Die Tennessee Valley Authority, die in den 1930er Jahren mit dem Bau einer Reihe von Staudämmen zum Hochwasserschutz und zur Erzeugung elektrischer Energie aus Wasserkraft beauftragt wurde, wollte ursprünglich den Fort Loudoun Dam unterhalb der Mündung des Little Tennessee River errichten und somit einen Stausee schaffen, der sowohl den Oberlauf des Tennessee River als auch den Unterlauf des Little Tennessee River einschloss, doch die Ingenieure waren nicht in der Lage, unterhalb des Zusammenflusses einen geeigneten Bauplatz für den Staudamm zu finden. Deswegen begannen sie mit der Planung des Staudammes an der Mündung des Little Tennessee River – diese Planung wurde unter dem Namen Fort Loudoun Extension bekannt – mit der Wasser in das Fort Loudoun Reservoir geleitet würde und die Leistung des Kraftwerkes an jenem Staudamm erhöht würde. Wegen der fehlenden Finanzierung, verzögerte sich dieses Projekt bis in die 1960er Jahre.
Die TVA erneuerte ihr Interesse am Bau der Fort Loudoun Extension – das inzwischen in Tellico Dam umbenannte Projekt – 1964, obwohl sich aus einer Gruppe von Umweltschützern, Denkmalschützern und Indianern augenblicklich Widerstand gegen das Projekt erhob. Der Bau des Staudammes begann 1969, doch die Fertigstellung wurde durch Gerichtsverfahren bis 1979 verzögert, was der University of Tennessee noch umfangreiche Ausgrabungen im Tellico Basin erlaubte. Als Ergebnis dieser Ausgrabungen wurden mehrere Stätten wegen ihres archäologischen Potentials in das National Register of Historic Places aufgenommen, darunter auch Bussell Island, 40LD17.

## Ausgrabungen

### J. W. Emmert (1887)
Emmerts Ausgrabungen für das American Bureau of Ethnology fanden 1887 statt; über sie wurde von der Behörde in ihrem 12th Annual Report berichtet, der 1894 veröffentlicht wurde. Emmert konzentrierte sich dabei auf zwei Mounds am nördlichen Ende der Insel, die als Mound 1 und Mound 2 bezeichnet wurden. Mound 1 hatte einen Durchmesser von 30 m und eine Höhe von zwei Metern und wurde von Emmert als „sorgfältig bearbeitet“ beschrieben. In ihm fand Emmert 14 Skelette sowie Fragmente von Töpfereien, Feuersteinen, Glasperlen und ein eisernes Armband. Mound 2 war etwas größer als Mound 1, war jedoch von einer diamantförmigen Terrasse umgeben, die etwa 170 m lang und 2,5 m hoch war und von der Emmert glaubte, dass sie von Menschenhand erschaffen wurde. Die Ausgrabungen am Mound 2 brachten 67 Skelette zu Tage, sowie einen Tumulus aus Tonerde, der von unregelmäßig angeordneten Zedernpfählen umgeben war.

### M. R. Harrington (1919)

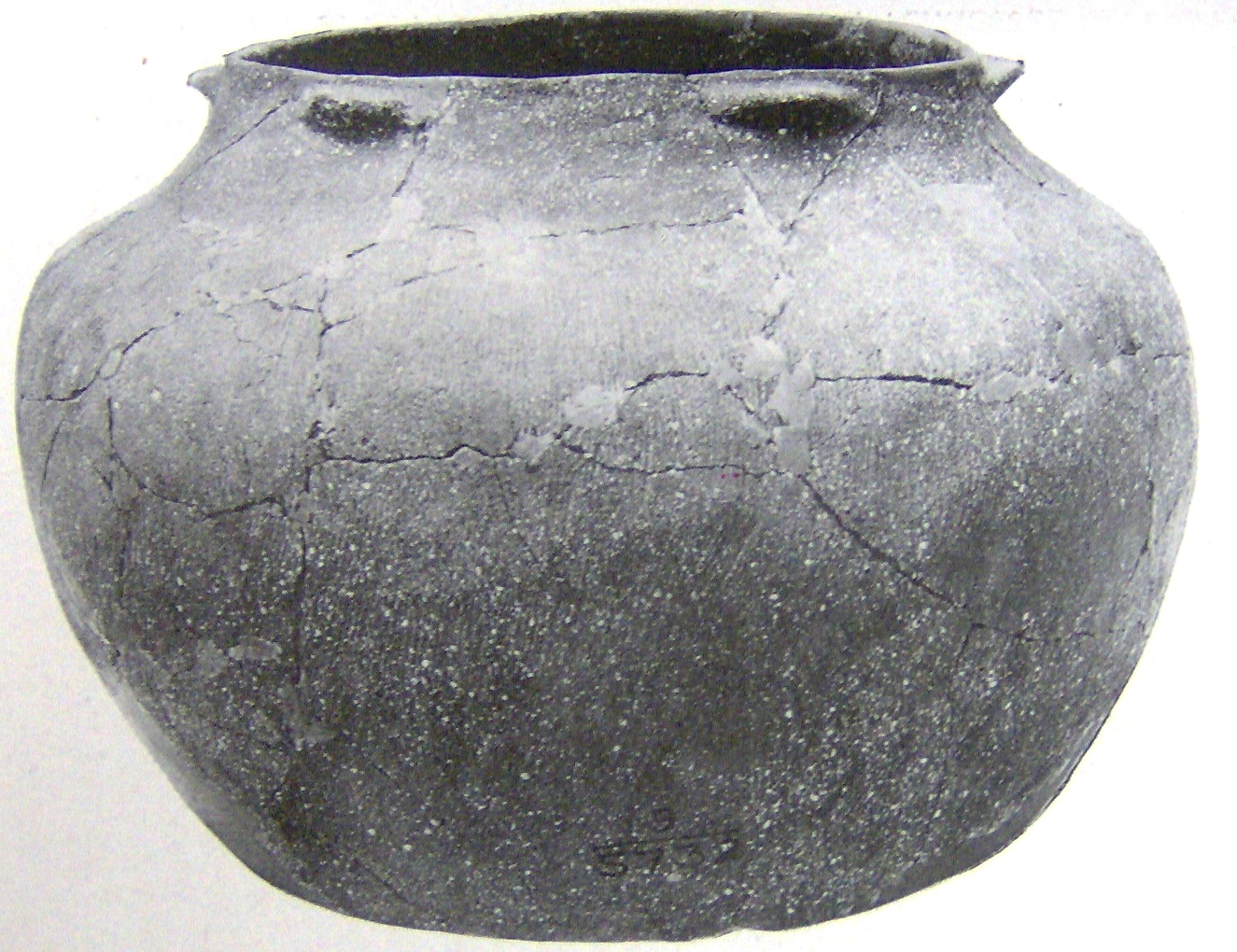
Von Harrington 1919 freigelegte Töpferware

1919 fuhr Mark Harrington, ein staatlicher Archäologe aus Tennessee, mit einem Boot den Tennessee River herunter, um eine Serie von Mounds an dem Fluss zwischen Lenoir City und Hiwassee Island (etwa 160 km flussabwärts von Bussell Island) zu untersuchen. Wie Emmert konzentrierte sich auch Harrington auf das nördliche Ende der Insel, stellte jedoch fest, dass die Monds, an denen Emmert gegraben hatte, eingeebnet waren. Von den 41 Bestatteten, die Harrington freilegte, stammten neun aus der älteren Kultur mit dem Rundgrab, der Rest wurde den späteren Bewohnern von den Cherokee zugeschrieben. Harrington ging davon aus, dass es sich bei der von Emmert erwähnten diamantförmige Terrasse um einen ausgedehnten Køkkenmøddinger handelte.
Harrington beschrieb die Gräber der „Rundgrabkultur“ und gab an, dass sie im Durchmesser eine Größe von zwei bis drei Fuß hatten. Die Leichname wurden gefaltet, sodass sie in diese Gräber passten. Typische Begräbnisbeigaben waren Ahlen aus Knochen, Specksteinschalen und Tierzähne. Die Gräber der Cherokee waren rechteckig und die Leichname wurden in einer gebeugten Position bestattet. Zu den typischen Grabbeigaben der Cherokee gehörten Lehmtöpfereien, Glasperlen und Pfeifen.